# Colibri
Colibri er en tysk stumfilm fra 1924 af Victor Janson.

## Medvirkende
- Ossi Oswalda som Colibri
- Victor Janson
- Bruno Kastner som Reginald
- Franz Egenieff som Percy F. Barrymore
- Mara Markhoff som Magda
- Paul Bildt som Stadnicky
- Hans Junkermann som Tomaselli
- Lydia Potechina som Arabella